# BioShock (серия игр)
BioShock — серия игр в жанре шутера от первого лица, разработанная Irrational Games под руководством геймдизайнера Кена Левина. BioShock, первая игра серии, была выпущена 21 августа 2007 года. Выпуск продолжения BioShock 2 состоялся 9 февраля 2010 года, а 26 марта 2013 года Irrational Games представили новую игру под названием BioShock Infinite. С выпуском BioShock Infinite, продавшегося в размере более 11 миллионов копий по состоянию на май 2015 года, три игры совместно имеют более 25 миллионов проданных копий.
Четвёртая игра серии, согласно ресурсу Kotaku, находится в разработке под рабочим названием Parkside.
В феврале 2022 года стриминговый сервис Netflix заявил о планах экранизировать игру. Проект задумывается как полнометражный фильм, производством фильма займутся Vertigo Entertainment и Take-Two.

## Игры серии
| 2007 | BioShock                                       |
| 2008 | BioShock: Challenge Rooms                      |
| 2009 |                                                |
| 2010 | BioShock 2                                     |
| 2010 | BioShock 2: Minerva's Den                      |
| 2011 |                                                |
| 2012 | BioShock: Industrial Revolution                |
| 2013 | BioShock Infinite                              |
| 2013 | BioShock Infinite: Clash in the Clouds         |
| 2013 | BioShock Infinite: Burial at Sea – Episode One |
| 2014 | BioShock Infinite: Burial at Sea – Episode Two |
| 2015 |                                                |
| 2016 | BioShock: The Collection                       |

| Название                    | Годы и платформы | Разработчик          | Издатель |
| --------------------------- | --- | -------------------- | -------- |
| BioShock                    | - 2007 — Windows, Xbox 360 - 2008 — PlayStation 3 - 2009 — macOS - 2014 — iOS                                             | Irrational Games     | 2K       |
| BioShock 2                  | - 2010 — Windows, Xbox 360, PlayStation 3 - 2012 — macOS                                                                  | 2K Marin             | 2K       |
| BioShock Infinite           | - 2013 — Windows, Xbox 360, PlayStation 3, macOS - 2015 — Linux - 2016 — Xbox One, PlayStation 4 - 2020 — Nintendo Switch | Irrational Games     | 2K       |
| BioShock: Remastered        | - 2016 — Windows, Xbox One, PlayStation 4 - 2020 — Nintendo Switch                                                        | Blind Squirrel Games | 2K       |
| BioShock 2: Remastered      | - 2016 — Windows, Xbox One, PlayStation 4 - 2020 — Nintendo Switch                                                        | Blind Squirrel Games | 2K       |
| Новая игра в серии BioShock | - TBA — Windows, Xbox Series X/S, PlayStation 5                                                                           | Cloud Chamber        | 2K       |

## Экранизация
В мае 2008 года компания Take-Two объявила о том, что заключила с кинокомпанией Universal Studios договор о съёмках экранизации. Кресло режиссера проекта занял Гор Вербински, сценаристом стал Джон Логан, оба находились на пике славы после успеха предыдущих работ. Экранизация игры BioShock должна была получить рейтинг «R» при бюджете в $200 млн. Однако студия не решилась на такой риск и отменила проект.
В феврале 2022 года стриминговый сервис Netflix заявил о планах экранизировать игру. Проект задумывается как полнометражный фильм, производством фильма займутся Vertigo Entertainment и Take-Two.

## Оценки
| Игра              | Metacritic                             |
| ----------------- | -------------------------------------- |
| BioShock          | (X360) 96/100 (PC) 96/100 (PS3) 94/100 |
| BioShock 2        | (X360) 88/100 (PC) 88/100 (PS3) 88/100 |
| BioShock Infinite | (PS3) 94/100 (PC) 94/100 (X360) 93/100 |